# Mayhill
Mayhill è un census-designated place (CDP) degli Stati Uniti d'America della contea di Otero nello Stato del Nuovo Messico. La popolazione era di 75 abitanti al censimento del 2010. È circondata dalla foresta nazionale di Lincoln sul versante orientale dei Monti Sacramento, alla confluenza tra il James Canyon e il Rio Penasco, circa 17 miglia a est di Cloudcroft.

## Geografia fisica
Secondo lo United States Census Bureau, il CDP ha una superficie totale di 24,64 km², dei quali 24,6 km² di territorio e 0,04 km² di acque interne (0,15% del totale).

## Società

### Evoluzione demografica
Secondo il censimento del 2010, la popolazione era di 75 abitanti.

### Etnie e minoranze straniere
Secondo il censimento del 2010, la composizione etnica del CDP era formata dal 96% di bianchi, lo 0% di afroamericani, lo 0% di nativi americani, lo 0% di asiatici, l'1,33% di oceanici, l'1,33% di altre razze, e l'1,33% di due o più etnie. Ispanici o latinos di qualunque razza erano il 4% della popolazione.